# Jiawang
Jiawang, tidigare känd som Kiakiawang (kinesiska: 賈家汪?, pinyin: Jiǎjiāwāng), är ett stadsdistrikt i Xuzhou i Jiangsu-provinsen i östra Kina.